# Concierto para violonchelo (Miaskovski)
El Concierto para violonchelo y orquesta en do menor, opus 66 de Nikolái Miaskovski (1881-1950) está dedicado al célebre violonchelista Sviatoslav Knushevitski. Este concierto de Miaskovski goza de tanta popularidad en su país como los de Prokófiev o Shostakóvich y es seguramente la obra más conocida del autor en todo el mundo.
Escrito en dos grandes movimientos, Lento ma non troppo y Allegro vivace, la obra evita el virtuosismo por el virtuosismo y da una gran importancia a la cantinela, sobre todo el primer movimiento, en el que predominan los tintes sombríos y el modo menor.
El Allegro vivace, más contrastado, contiene un episodio, Andante semplice e tranquilo, que cumple el propósito de digresión lírica. Los temas del primer movimiento retornan en la última parte del final y el concierto concluye en paz y serenidad.
En 1946 la obra fue recompensada con el Premio del Estado de Unión Soviética.